# Reagan Gomez-Preston

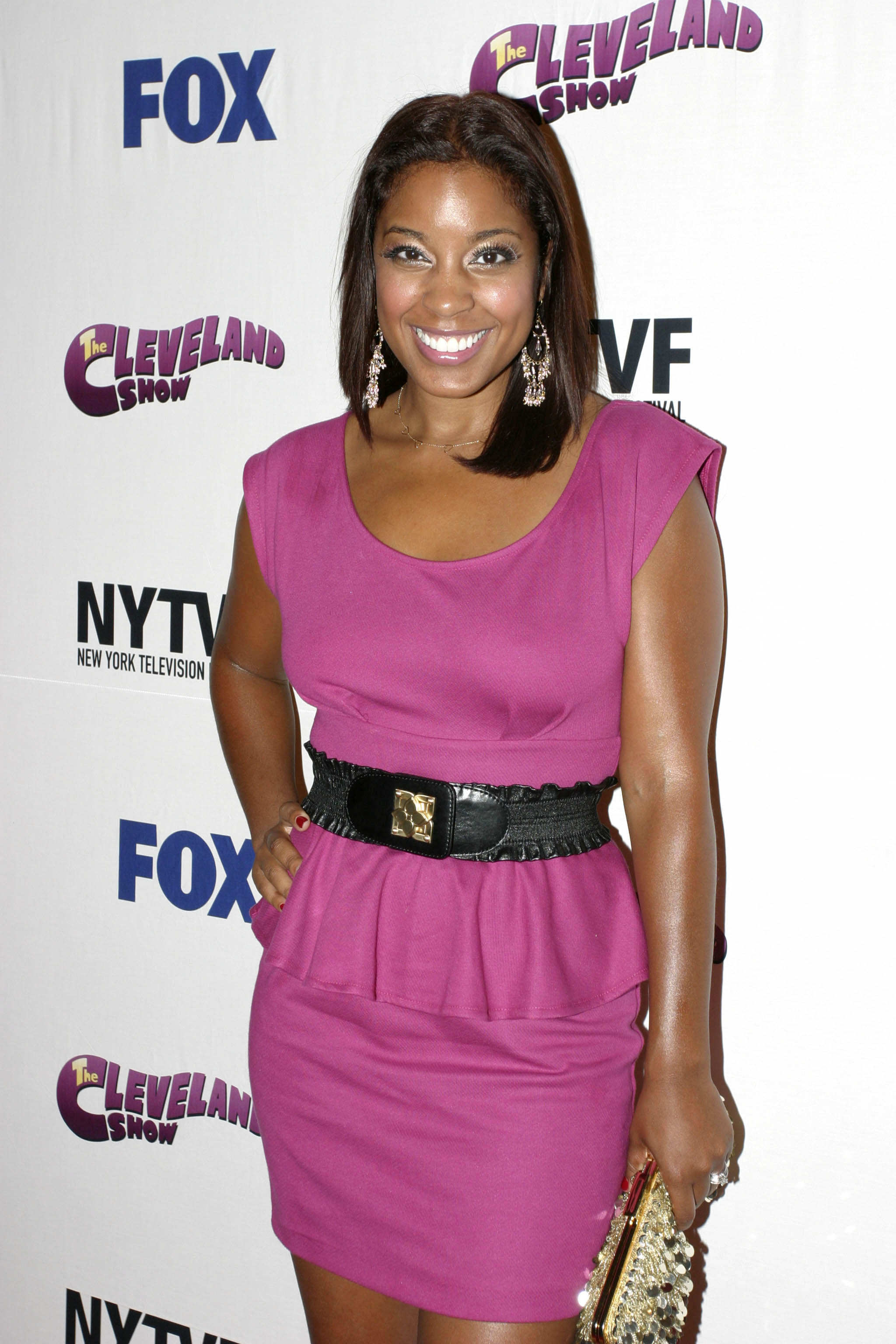
Reagan Gomez-Preston we wrześniu 2009 roku

Reagan Gomez-Preston (ur. 24 kwietnia 1980 w Detroit) – amerykańska aktorka.

## Życiorys
Urodziła się w Detroit w stanie Michigan, jako córka Portorykanki Cheryl Gomez oraz Afroamerykanina Bennetta Prestona. Ma młodszego brata, Kyle’a. W dzieciństwie i okresie dojrzewania parokrotnie przeprowadzała się wraz ze swoją rodziną do innych miast: najpierw z Detroit's West Side do Filadelfii (stan Pensylwania), gdzie pobierała lekcje aktorstwa, tańca i śpiewu w Philadelphia's Freedom Theatre, a następnie, w 1994 roku, z Filadelfii do Los Angeles (stan Kalifornia), by tam rozpocząć działalność aktorską. Rodzice Reagan rozwiedli się na początku lat dziewięćdziesiątych.
Od roku 1999 Reagan Gomez-Preston jest żoną modela DeWayne’a Turrentine'a, z którym spotykała się od 1995 r. W 2007 urodziła im się córka Scarlett Annette Turrentine.

### Kariera
Za rolę Zarii Peterson w sitcomie The Parent 'Hood była w 1996 roku nominowana do nagrody NCLR Bravo. Udział w tym serialu był pierwszym poważnym zadaniem w karierze Reagan. Wystąpiła w filmach: Trudny wybór (Doing Hard Time, 2004), jako jedna z głównych bohaterek, Rayvon Jones, Salon piękności (Beauty Shop, 2005), przy boku Queen Latifah, Alicii Silverstone, Djimona Hounsou, Kevina Bacona i Meny Suvari, Carmen: A Hip Hopera (2001), w roli Caeli, filmowej narzeczonej Mekhiego Phifera, oraz Dead Above Ground (2002), jako Latrisha McDermont. W sitcomie stacji UPN Miłość z o.o. (Love Inc., 2005–2006) wcielała się w postać Francine, pracownicy biura matrymonialnego. Grała także w serialu Szał na Amandę (The Amanda Show, 1999–2002) oraz podkładała głos pod postać Roberty Tubbs w serialu animowanym The Cleveland Show (spin-offie Family Guy).

## Filmografia
- The Cleveland Show (2009–2013)
- Elbows & Vogues (2009)
- Miłość z o.o. (Love Inc., 2005–2006)
- Salon piękności (Beauty Shop, 2005)
- Życie w trójkącie 3: Facet do towarzystwa (Trois 3: The Escort, 2004)
- Trudny wybór (Doing Hard Time, 2004)
- Nigdy nie umieraj sam (Never Die Alone, 2004)
- Dead Above Ground (2002)
- Różowe lata siedemdziesiąte (That '70s Show, 2001)
- Carmen: A Hip Hopera (2001)
- Szał na Amandę (The Amanda Show, 1999–2002)
- Inny w klasie (Smart Guy, 1997)
- Jerry Maguire (1996)
- The Parent 'Hood (1995–1999)